# Општина Чичеу-Ђурђешти (Бистрица-Насауд)
Чичеу-Ђурђешти (рум. Ciceu-Giurgeşti) општина је у Румунији у округу Бистрица-Насауд.
Oпштина се налази на надморској висини од 313 m.